# Місцеві вибори в Україні
Місцеві вибори в Україні — спосіб формування представницьких органів місцевого самоврядування в Україні та органів влади Автономної Республіки Крим (Верховної Ради Автономної Республіки Крим, обласних, районних, міських, районних у містах, сільських, селищних рад, сільських, селищних, міських голів) та старост.
Відповідно до Конституції України, чергові вибори до Верховної Ради Автономної Республіки Крим відбуваються в останню неділю жовтня п'ятого року повноважень Верховної Ради Автономної Республіки Крим, обраної на чергових виборах (стаття 136). Чергові вибори сільських, селищних, міських, районних, обласних рад, сільських, селищних, міських голів відбуваються в останню неділю жовтня п'ятого року повноважень відповідної ради чи відповідного голови, обраних на чергових виборах (стаття 141).
З 1 січня 2020 підготовку та проведення місцевих виборів в Україні регулює Виборчий кодекс України. Перші місцеві вибори за цим Кодексом відбулися 25 жовтня 2020 року.

## Радянська історія місцевих виборів в Україні
У радянські часи вибори депутатів обласних, районних, міських, районних у містах, селищних і сільських рад народних депутатів УРСР проводилися:
- 24 грудня 1939 року
- 15 грудня 1940 року (новоприєднані західні області)
- 21 грудня 1947 року
- 17 грудня 1950 року
- 22 лютого 1953 року
- 27 лютого 1955 року
- 3 березня 1957 року
- 1 березня 1959 року
- 5 березня 1961 року
- 3 березня 1963 року
- 14 березня 1965 року
- 12 березня 1967 року
- 16 березня 1969 року
- 13 червня 1971 року
- 17 червня 1973 року
- 15 червня 1975 року
- 19 червня 1977 року
- 24 лютого 1980 року[1].

## Новітня історія місцевих виборів в Україні
Чергові місцеві вибори відбувалися в Україні:
- 4 березня 1990 року
- 26 червня 1994 року[2][3]
- 29 березня 1998 року[4]
- 31 березня 2002 року[5]
- 26 березня 2006 року[6]
- 31 жовтня 2010 року[7]
- 25 жовтня 2015 року[8]
- 25 жовтня 2020 року[9]

а також велика кількість позачергових виборів.
Від травня 2015 року до місцевих виборів не допускаються кандидати від партій, що пропагують комуністичний та/або націонал-соціалістичний (нацистський) тоталітарні режими.

## Правове регулювання місцевих виборів до 8 серпня 2015 року
Закон України «Про вибори депутатів Верховної Ради Автономної Республіки Крим, місцевих рад та сільських, селищних, міських голів» визначав основні засади, організацію і порядок проведення виборів з 31 липня 2010 по 8 серпня 2015 року.

### Основні засади місцевих виборів
Місцеві вибори є вільними та відбуваються на основі гарантованого Конституцією України та Законом загального, рівного і прямого виборчого права шляхом таємного голосування.
Вибори депутатів сільських, селищних рад проводяться за мажоритарною системою відносної більшості в одномандатних виборчих округах, на які поділяється територія відповідно села (кількох сіл, жителі яких добровільно об'єдналися у сільську громаду), селища.
Вибори депутатів Верховної Ради Автономної Республіки Крим, обласних, районних, міських, районних у містах рад проводяться за змішаною (мажоритарно-пропорційною) системою, за якою:
1. половина від кількості депутатів (загального складу) відповідної ради обирається за виборчими списками кандидатів у депутати від місцевих організацій політичних партій у багатомандатному виборчому окрузі, межі якого збігаються з межами відповідно Автономної Республіки Крим, області, району, міста, району в місті;
2. половина від кількості депутатів (загального складу) відповідної ради обирається за мажоритарною системою відносної більшості в одномандатних виборчих округах, на які поділяється територія відповідно Автономної Республіки Крим, області, району, міста, району в місті.

Вибори сільських, селищних, міських голів проводяться за мажоритарною системою відносної більшості в єдиному одномандатному виборчому окрузі, межі якого збігаються з межами відповідно села (кількох сіл, жителі яких добровільно об'єдналися у сільську громаду), селища, міста згідно з існуючим адміністративно-територіальним устроєм.
Участь громадян України у місцевих виборах є добровільною. Ніхто не може бути примушений до участі або неучасті у виборах.
Організація і проведення місцевих виборів здійснюються публічно і відкрито.

### Принципи виборчого процесу
Виборчий процес здійснюється на засадах:
1. законності та заборони незаконного втручання будь-кого у цей процес;
2. політичного плюралізму та багатопартійності;
3. публічності і відкритості;
4. рівності суб'єктів виборчого процесу перед законом;
5. рівності прав усіх кандидатів у депутати, кандидатів на посаду сільського, селищного, міського голови;
6. свободи передвиборчої агітації, рівних можливостей доступу до засобів масової інформації незалежно від форми власності;
7. неупередженості органів державної влади, органів влади Автономної Республіки Крим, органів місцевого самоврядування, їх посадових і службових осіб, керівників підприємств, установ і організацій до місцевих організацій партій, кандидатів у депутати та кандидатів на посаду сільського, селищного, міського голови.

### Види місцевих виборів
Місцеві вибори можуть бути черговими, позачерговими, повторними, проміжними або першими, що проводяться у разі формування нових місцевих рад.

#### Чергові вибори
Чергові вибори депутатів, сільських, селищних, міських голів проводяться одночасно на всій території України, крім випадків, встановлених Конституцією та законами України.
Чергові вибори депутатів обласних, районних, міських, районних у містах, сільських, селищних рад, вибори сільського, селищного, міського голови проводяться у зв'язку із закінченням визначеного Конституцією України строку повноважень депутатів відповідних рад, сільських, селищних, міських голів.
Чергові вибори депутатів Верховної Ради Автономної Республіки Крим проводяться у зв'язку із закінченням визначеного Конституцією Автономної Республіки Крим строку повноважень депутатів Верховної Ради Автономної Республіки Крим.
Рішення про проведення чергових виборів депутатів обласних, районних, міських, районних у містах, сільських, селищних рад, сільських, селищних, міських голів приймається Верховною Радою України.
Рішення про проведення чергових виборів депутатів Верховної Ради Автономної Республіки Крим приймається Верховною Радою Автономної Республіки Крим відповідно до Конституції України.

#### Позачергові місцеві вибори
Позачергові місцеві вибори призначаються Верховною Радою України у разі дострокового припинення повноважень депутатів Верховної Ради Автономної Республіки Крим, місцевої ради, сільського, селищного, міського голови, а також в інших випадках, передбачених Законом України «Про місцеве самоврядування в Україні».

#### Повторні вибори
Повторні вибори депутатів (депутата) у відповідному багатомандатному, одномандатному, одномандатному мажоритарному виборчому окрузі призначаються відповідною територіальною виборчою комісією в порядку, встановленому Законом, у разі визнання відповідних виборів у цьому виборчому окрузі такими, що не відбулися, чи в разі визнання особи такою, яка відмовилася від депутатського мандата у відповідному одномандатному, одномандатному мажоритарному виборчому окрузі.
Повторні вибори сільського, селищного, міського голови призначаються відповідною територіальною виборчою комісією в порядку, встановленому Законом, у разі визнання відповідних виборів такими, що не відбулися, чи в разі визнання особи такою, яка відмовилася від посади відповідно сільського, селищного, міського голови.

#### Проміжні вибори
Проміжні вибори депутата призначаються територіальною виборчою комісією в порядку, встановленому Законом, у разі дострокового припинення повноважень депутата, обраного в одномандатному, одномандатному мажоритарному виборчому окрузі.

#### Перші місцеві вибори
Перші місцеві вибори призначаються Верховною Радою Автономної Республіки Крим, обласною, Київською, Севастопольською міською радою, якщо інше не передбачено законом.

### Етапи виборчого процесу
Виборчий процес включає такі етапи:
1. утворення виборчих округів;
2. утворення виборчих дільниць;
3. формування складу територіальних виборчих комісій, утворення дільничних виборчих комісій;
4. складання списків виборців, їх перевірка та уточнення (див. Єдиний державний реєстр виборців);
5. висування та реєстрація кандидатів у депутати та кандидатів на посаду сільського, селищного, міського голови;
6. проведення передвиборчої агітації;
7. голосування у день виборів;
8. підрахунок голосів виборців, установлення підсумків голосування і результатів місцевих виборів.Факультативні стадії:
9. повторне голосування;
10. підрахунок голосів виборців, установлення підсумків повторного голосування і результатів місцевих виборів.

Виборчий процес завершується офіційним оприлюдненням результатів місцевих виборів у порядку, передбаченому Законом.

### Фінансування місцевих виборів
Витрати на підготовку і проведення чергових, позачергових та перших місцевих виборів здійснюються за рахунок коштів Державного бюджету України, передбачених для Центральної виборчої комісії, коштів відповідного місцевого бюджету, отриманих як цільова субвенція з Державного бюджету України, а також коштів власних виборчих фондів місцевих організацій партій, кандидатів у депутати, кандидатів на посаду сільського, селищного, міського голови.
Усі інші види місцевих виборів проводяться за рахунок коштів відповідних місцевих бюджетів та коштів власних виборчих фондів місцевих організацій партій, кандидатів у депутати, кандидатів на посаду сільського, селищного, міського голови.
Місцева організація партії, кандидати в депутати від якої зареєстровані в багатомандатному виборчому окрузі, кандидати у депутати в одномандатних, одномандатних мажоритарних виборчих округах, кандидати на посаду сільського, селищного, міського голови для фінансування своєї передвиборчої агітації можуть утворити власний виборчий фонд.

## Правове регулювання місцевих виборів після 8 серпня 2015 року
Закон України «Про місцеві вибори» визначає основні засади, організацію і порядок проведення виборів з 8 серпня 2015 року по даний час.

### Основні засади
Місцеві вибори є вільними та відбуваються на основі загального, рівного і прямого виборчого права шляхом таємного голосування.
Вибори депутатів сільських, селищних рад проводяться за мажоритарною системою відносної більшості в одномандатних виборчих округах, на які поділяється територія відповідно села (кількох сіл, жителі яких добровільно об'єдналися у сільську громаду), селища, територія об'єднаної сільської, селищної територіальної громади.
Вибори депутатів Верховної Ради Автономної Республіки Крим, обласних, районних, міських, районних у містах рад проводяться за пропорційною виборчою системою в багатомандатному виборчому окрузі за виборчими списками місцевих організацій політичних партій із закріпленням кандидатів за територіальними виборчими округами, на які поділяється багатомандатний виборчий округ, що збігається з територією відповідно Автономної Республіки Крим, області, району, району в місті, територією міста згідно з існуючим адміністративно-територіальним устроєм або територією об'єднаної територіальної міської громади.
Вибори міського (міст, кількість виборців у яких дорівнює або є більшою ніж 90 тисяч) голови проводяться за мажоритарною системою абсолютної більшості в єдиному одномандатному виборчому окрузі, що збігається з територією міста.
Вибори сільського, селищного, міського (міст, кількість виборців у яких є меншою ніж 90 тисяч) голови проводяться за мажоритарною системою відносної більшості в єдиному одномандатному виборчому окрузі, до якого входить територія відповідного села, селища, територія міста.
Вибори старости проводяться за мажоритарною системою відносної більшості в єдиному одномандатному виборчому окрузі, до якого входить територія відповідного населеного пункту (села або селища) у складі об'єднаної сільської, селищної, міської територіальної громади.
Депутатом, сільським, селищним, міським головою, старостою може бути обраний громадянин України, який має право голосу.
Депутатом, сільським, селищним, міським головою, старостою не може бути обраний громадянин України, який має судимість за вчинення тяжкого або особливо тяжкого злочину, злочину проти виборчих прав громадян чи корупційного злочину, якщо ця судимість не погашена або не знята в установленому законом порядку.
Право висування кандидатів належить громадянам України, які мають право голосу. Це право реалізується через республіканські в Автономній Республіці Крим, обласні, районні, міські, районні у містах організації політичних партій або шляхом самовисування.
Виборчий процес здійснюється на засадах:
1. дотримання принципів виборчого права (загальне виборче право; рівне виборче право[14]; пряме виборче право; вільні вибори; таємне голосування; особисте голосування);
2. законності та заборони незаконного втручання будь-кого в цей процес;
3. політичного плюралізму та багатопартійності;
4. публічності і відкритості;
5. свободи передвиборчої агітації, рівних можливостей доступу до засобів масової інформації;
6. неупередженості органів державної влади, органів влади Автономної Республіки Крим, органів місцевого самоврядування, судів, підприємств, установ і організацій, їх керівників, інших посадових і службових осіб до місцевих організацій партій, кандидатів.

Виборчий процес включає такі етапи:
1. утворення одномандатних, територіальних виборчих округів;
2. утворення (у разі необхідності), формування складу територіальних виборчих комісій, утворення дільничних виборчих комісій;
3. складання списків виборців, їх перевірка та уточнення;
4. висування та реєстрація кандидатів;
5. проведення передвиборчої агітації;
6. голосування у день виборів;
7. підрахунок голосів виборців, установлення підсумків голосування і результатів місцевих виборів.

Факультативні етапи:
- повторне голосування;
- підрахунок голосів виборців, установлення підсумків повторного голосування і результатів місцевих виборів.

Організація і проведення місцевих виборів здійснюються публічно і відкрито.

### Види місцевих виборів
Місцеві вибори можуть бути черговими, позачерговими, повторними, проміжними або першими.
Чергові місцеві вибори проводяться одночасно на всій території України в останню неділю жовтня п'ятого року повноважень рад, голів, старост, обраних на попередніх чергових місцевих виборах. Рішення про проведення чергових виборів приймається Верховною Радою України.
Позачергові місцеві вибори призначаються Верховною Радою України у разі дострокового припинення повноважень Верховної Ради Автономної Республіки Крим, обласної, районної, міської, районної у місті, сільської, селищної ради, сільського, селищного, міського голови, а також в інших випадках, передбачених законами.
Повторні вибори депутатів (депутата) у відповідному багатомандатному, одномандатному виборчому окрузі призначаються відповідною територіальною виборчою комісією у разі визнання відповідних виборів у цьому виборчому окрузі такими, що не відбулися, чи в разі визнання особи, обраної у відповідному одномандатному виборчому окрузі депутатом, такою, яка відмовилася від депутатського мандата.
Проміжні вибори депутата сільської, селищної ради призначаються в одномандатному виборчому окрузі територіальною виборчою комісією у разі дострокового припинення повноважень депутата сільської, селищної ради, обраного у відповідному одномандатному виборчому окрузі.
Перші вибори депутатів, сільських, селищних, міських голів призначаються Верховною Радою Автономної Республіки Крим, обласною, Київською, Севастопольською міською радою, якщо інше не передбачено законом, у разі утворення нових місцевих рад.
Перші вибори старости призначаються відповідною радою об'єднаної територіальної громади.
Перші вибори старост відбулися в Україні 17 січня 2016 року, коли мешканці смт Ірдинь Білозірської об'єднаної територіальної громади Черкаської області, а також сіл Майори і Повстанське Біляївської міської громади Одеської області обрали своїх старост.

### Кількість депутатів
Загальний склад (кількість депутатів) місцевої ради становить при чисельності виборців:
| до 1000 виборців  | 12 депутатів |
| 1000 — 3000       | 14           |
| 3000 — 5000       | 22           |
| 5000 — 20 000     | 26           |
| 20 000 — 50 000   | 34           |
| 50 000 — 100 000  | 36           |
| 100 000 — 250 000 | 42           |
| 250 000 — 500 000 | 54           |
| 500 000 — 1 000   | 64           |
| 1 000 — 2 000     | 84           |
| понад 2 000       | 120          |